# Voyage of the Damned
"Voyage of the Damned" (KBS 방영 제목: 〈저주받은 자들의 항해〉)는 영국의 SF 드라마 《닥터 후》의 크리스마스 특집 에피소드이다. 2007년 12월 25일 BBC One에서 처음으로 방영되었으며, 뉴 시즌 들어 이번이 세번째 크라스마스 스페셜이었다. 각본은 러셀 T 데이비스, 감독은 제임스 스트롱이 맡았다.
이번 에피소드에서는 자신을 이사직에서 사퇴시킨 회사에 복수를 다짐하는 외계의 사업가 맥스 캐프리콘 (조지 코스티건)이, 타이타닉호를 본뜬 우주선을 지구에 일부러 낙하시켜 이사회로 하여금 지구의 인간들을 죽였다는 프레임을 씌우려 한다는 음모를 다룬다. 오스트레일리아 출신의 유명 가수이자 배우인 카일리 미노그의 유일무이한 닥터 후 출연이 돋보이는 에피소드로, 우주선의 웨이트리스인 애스트리드 페스 역을 맡았다. 각본을 맡은 데이비스는 카일리 미노그를 캐스팅한 것은 "몹시 이례적인 일"이라며, 특별히 미노그를 위해 애스트리드라는 등장인물을 썼다는 후문이다.
2007년 크리스마스에 맞춰 영국에서 방영될 당시 시청자수가 1331만 명이라는 대기록을 세웠다. 이는 4대 닥터 시절인 1979년 〈City of Death〉 이후로 세워진 최고 시청기록이자, 뉴 시즌 들어서는 아직까지도 독보적인 시청률 1위 기록으로 남아 있다. 뿐만 아니라 2007년 한 해 영국 내 드라마 시청률 기록 가운데에서도 잠시 1위를 차지했으며, 다만 본 스페셜 직후에 방영된 연속극 《이스트엔더스》가 시청률을 갱신하면서 깨졌다. 에피소드의 만듦새에 대해 평론가들의 반응은 엇갈렸으며, 각본 자체와 미노그의 연기력에도 호평과 비판이 동시에 제기됐다.

## 줄거리
'타이타닉'이란 이름의 배 선두가 타디스 조종실 내부 벽을 뚫고 들어오자, 10대 닥터는 타디스의 자기복구 프로그램을 가동시켜 원래대로 돌려놓고, 무슨 일이 벌어진 건지 조사하기 위해 타이타닉호에 오른다. 닥터는 이 타이타닉호라는 것이 사실은 원자력으로 가동되는 항성간 크루즈선으로서, 스토 행성에서 건너왔음을 알게 된다. 지구의 바다를 항해하는 동명의 배를 본뜬 이 우주선은 "원시 문화", 특히 크리스마스를 구경한다는 명목으로 현대의 지구를 궤도로 돌아보고 있었다. 어느덧 밀항하기로 결심한 닥터는 외계인 승객들과 친분을 다지는데 그 중에는 애스트리드 페스 (카일리 미노그 분)라는 웨이트리스도 있었다.
닥터와 승객들은 타이타닉호의 가이드 역사학자 코퍼 씨 (클라이브 스위프트 분)의 안내로 지구 나들이에 나선다. 영국 런던으로 내려와 짧게 돌아보는데, 런던 시민들은 지난 두 차례의 크리스마스날에 벌어진 외계 침공에 질려 달아난 상황이었다. 나들이를 마치고 타이타닉호로 돌아온 그때, 하데이커 선장 (제프리 팔머 분)이 유성 세 개와 충돌했다는 구실로 타이타닉호를 위험에 빠뜨린다. 충돌의 여파로 탑승객 대다수가 사망하고, 타이타닉호는 지구에 추락해 인류를 몰살시킬 위기에 처한다. 닥터는 충돌에서 살아남은 사관생도 알론소 프레임 (러셀 토비 분)과 교신하여 타이타닉호를 안정화시키는데 전력을 다한다. 타이타닉호 내부의 어느 다리를 지나가던 닥터 일행은 생존자 몰살에 나선 천사형 안드로이드 '호스트'의 공격을 받게 된다. 이에 닥터는 잠시 일행을 남겨두고 호스트를 조종하는 근원지로 향한다.
호스트를 조종한 이는 다름아닌 크루즈 여행사의 전 소유주 '맥스 캐프리콘' (조지 코스티건 분)으로, 자기 회사에서 강제 퇴출된 것에 분한 나머지, 운영진들을 살인마로 몰아 회사를 파산에 빠뜨릴 작정으로 타이타닉호의 지구 추락을 계획한 것이었다. 하데이커 선장은 말기 환자인 상태에서 남겨질 가족들에게 금전적 지원을 제공한다는 명목으로 꼬드긴 것이었다. 닥터가 캐프리콘과 대적하는 사이 애스트리드가 나타나 지게차로 캐프리콘을 절벽으로 밀어낸다. 그러나 애스트리드 역시 함께 추락하여 타이타닉호의 엔진 속으로 빠져 산화한다.
닥터는 두 호스트에게 붙들려 다리 위로 향한 다음, 대기권으로 진입하면서 얻은 열로 타이타닉호의 엔진을 재가동한다. 타이타닉호가 안정화되고 지구 충돌 위기를 모면하자, 닥터는 문득 애스트리드가 지구 나들이에 썼던 순간이동 장치를 여전히 차고 있었음을 깨닫는다. 이것을 잘 이용한다면 애스트리드의 분자 패턴을 재구성해 그녀를 되살릴 수도 있었다. 하지만 타이타닉호의 시스템이 손상되면서 애스트리드를 완전히 재생시키지 못하고 혼의 형태로만 마주할 수 있게 되었다. 결국 닥터는 애스트리드와 작별키스를 나눈 뒤 다시 분자 형태로 되돌려 에너지로 흘려보낸다. 이로서 온 우주를 탐험하고 싶다던 애스트리드의 꿈은 이루어지게 되었다. 마지막으로 닥터는 코퍼 씨를 지구에 내려주고 평소 소망했던 은퇴 생활을 이뤄준 뒤 그곳을 떠난다.